# BC Körmend
Le BC Körmend est un club hongrois de basket-ball appartenant au Championnat de Hongrie de basket-ball, en première division. Le club est basé dans la ville de Körmend.

## Palmarès
- Champion de Hongrie (3)
  - 1987, 1996 et 2003
- Coupe de Hongrie (7)
  - 1990, 1993, 1994, 1995, 1997, 1998 et 2016

## Entraineurs
- 2011-2012 :  Zoran Martič
- 2014-2015 :  Aaron Mitchell
- 2015-2017 :  Teo Čizmić
- 2016-2018 :  Gašper Potočnik
- 2018-2019 :  Antonis Constantinides
- 2018-2020 :  Matthias Zollner
- 2020- :  Žiga Mravljak

## Joueurs célèbres ou marquants
| - István Németh - Csaba Ferencz - Mirosław Łopatka - Ivan Grgat - Josh Duinker | - Charles Edmonson - Kasib Rafiq - Harry Bell - Terry Allen - Ryan Richards |